# Historia natural

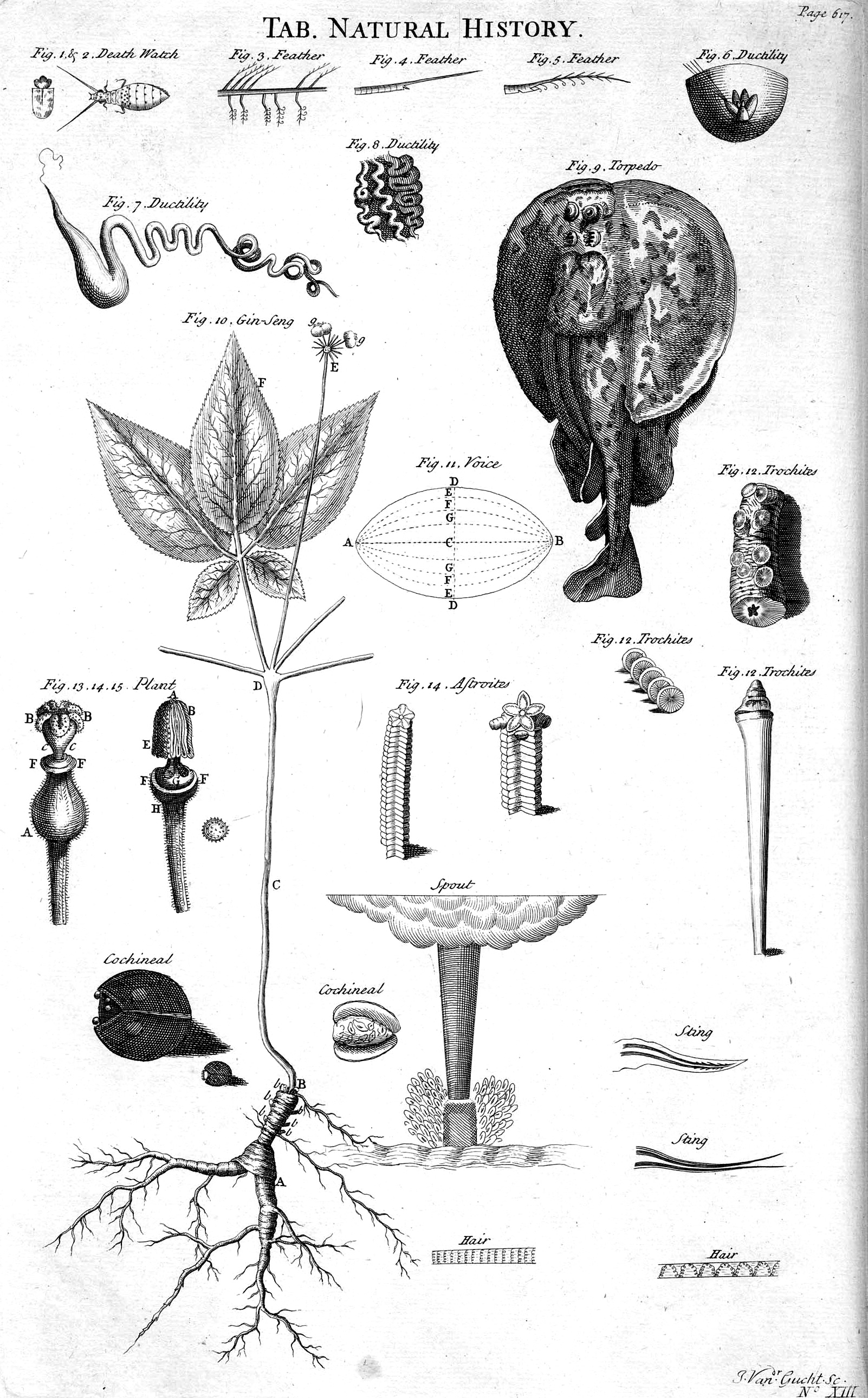
Tabla sobre historia natural, 1728 Cyclopaedia

El término historia natural se utiliza desde la Antigüedad clásica para referirse a un conjunto de disciplinas científicas que desde el siglo XIX son también en ocasiones referidas como ciencias naturales, principalmente la zoología, la botánica, la mineralogía y la geología. Ambos términos, «historia natural» y «ciencias naturales», pertenecen al mismo campo semántico, aunque una diferencia importante entre ambos es que «historia natural» hace más hincapié en la conservación de muestras y especímenes provenientes del mundo natural, mientras que «ciencias naturales» cubre un significado más general, incluyendo en su objeto de estudio entidades no coleccionables como astros o radiaciones, o principios físicos pretendidamente universales, propios por ejemplo de la física o la química, entre otras ciencias posibles.
El término «historia natural» proviene, por un lado, del griego ἱστορία (historia), traducible por «investigación» o «información», conocimiento adquirido por investigación; del verbo ἱστορεῖν, «investigar» conocimientos pasados; y, por otro lado, de la palabra latina natura, que significa «naturaleza», «perteneciente o relativo a la naturaleza, o conforme a la cualidad o propiedad de las cosas», «carácter natural».

## Un término de difícil definición
Debido a lo anteriormente expuesto, «historia natural» y «ciencias naturales» son por lo tanto términos cuya definición y diferenciación son problemáticas, en tanto que a veces abordan las mismas disciplinas, aunque de manera diferente. Muchas de estas concepciones incluyen el estudio de las cosas vivientes (por ejemplo, la biología, incluyendo botánica, zoología y ecología); otras concepciones extienden el término al campo de la paleontología, la geografía y la bioquímica, así como a la geología, astronomía, los estudios ambientales y la física. Una persona interesada o especializada en la historia natural es denominada naturalista. Inicialmente, actividad principal de los naturalistas consistía en una investigación aficionada, casi nunca profesional.
En los siglos xviii y xix, la historia natural fue un término que se usó con frecuencia para referirse a todos los estudios científicos, en oposición a la historia política o eclesiástica (teológica).
Hasta el siglo XIX, la historia natural había sido una ciencia eminentemente mucho más descriptiva que experimental, principalmente debido a la llegada en ese siglo de la especialización y fragmentación de las ramas del saber. Tanto es así que en el siglo XX la historia natural como disciplina autónoma tradicional ya había sido definitivamente superada por la práctica de las disciplinas que son la biología y la geología, para un estudio más pormenorizado de los objetos a los que siempre se había dedicado la «historia natural»: los organismos tanto vivos como fósiles por un lado, y los minerales y las rocas por otro lado. Sometida a ese mismo proceso propio del siglo XIX, la tradicional cosmología también en el siglo XX pasó a dividirse en disciplinas más especializadas como son por ejemplo la astronomía moderna y el origen y la historia del universo.
Por otro lado, se concibe la «Historia» a la ciencia que estudia el pasado, tradicionalmente el pasado de la humanidad, en un marco de interdisciplinariedad. A su vez, llamamos «historia» al pasado mismo, e, incluso, puede hablarse de una «Historia Natural» en que la humanidad no estaba presente.

## Historia
La historia de la historia natural hace referencia a la evolución de la concepción del mundo y de la naturaleza por parte de los hombres de ciencia. El término historia natural abarca varias disciplinas actuales: biología, geología, zoología, botánica, medicina, pero también paleontología, astronomía, física y química, entre otras. Desde la Antigüedad hasta el Renacimiento, todas las áreas de la historia natural se integraban en la Scala naturæ (o «Gran Cadena de la Vida»). La filosofía de la naturaleza y la teología natural se habían extendido a las bases conceptuales de la vida animal y vegetal tratando de responder a la pregunta de la existencia de los organismos e intentando explicar su funcionamiento.
La historia natural comienza con Aristóteles y otros filósofos antiguos que analizaron la diversidad del mundo natural. La historia natural, como disciplina, ha existido desde tiempos clásicos, y los europeos del siglo XV estuvieron muy familiarizados con el primer trabajo que utilizó el término: la obra de Plinio el Viejo Naturalis Historia, del año 77, que trataba de zoología, botánica, agricultura, mineralogía, medicina e incluso de magia. Desde los antiguos griegos hasta el trabajo de Carlos Linneo y otros naturalistas del siglo XVIII, el concepto principal de historia natural fue la Scala naturae, una disposición conceptual de minerales, vegetales, animales primitivos y otras formas de vida más complejas en una escala lineal de creciente "perfección", culminando en nuestra especie.
De Materia Medica, de Dioscórides, se dice que es la obra más antigua y valorada en la historia de la botánica. Un manuscrito griego de la obra de Aristóteles Trabajos Biológicos escrito en Constantinopla en el siglo IX y conservado en el Colegio Corpus Christi, Oxford, es probablemente el manuscrito fundador de la biología más antiguo que existe.
Mientras que la historia natural permanecía estática en la Edad Media, en el mundo árabe continuó desarrollándose por estudiosos durante la Revolución Agrícola Árabe. Al-Jahith describió ideas tempranas de la historia natural, como la «lucha por la existencia» (concepto desarrollado por Thomas Malthus en su Ensayo sobre el principio de la población), o la idea de una cadena alimenticia. Fue un temprano adepto del determinismo medioambiental. Abū Ḥanīfa Dīnawarī es considerado el fundador de la botánica árabe por su Libro de las Plantas, en el que describió al menos 637 plantas y discutió la morfología vegetal desde la germinación hasta la muerte, describiendo las fases del crecimiento de las plantas y la producción de flores y frutas. Abu al-Abbas al-Nabati desarrolló un temprano método científico para la botánica, introduciendo técnicas empíricas y experimentales en la prueba, identificación y descripción de numerosas materias médicas y separando informes no identificados por aquellos basados en pruebas y observaciones reales. Su estudiante Ibn al-Baitar escribió una enciclopedia farmacéutica describiendo 1400 plantas, de las que 300 eran descubrimientos propios. Una traducción al latín de sus obras fue muy usada por biólogos y farmacéuticos europeos en los siglos XVIII y XIX. Algunas ciencias de la Tierra, como la geología, fueron también estudiadas por geólogos árabes, pero ya en la época de Avicena, alrededor del 1000, el Imperio árabe estaba en decadencia y los científicos dejaron de ser libres para difundir sus ideas.
En el siglo XIII, el trabajo de Aristóteles fue rígidamente adaptado a la filosofía cristiana, particularmente por Tomás de Aquino, formando las bases de la teología natural. Durante el Renacimiento, estudiosos (humanistas y herbolarios principalmente) regresaron a la observación directa de plantas y animales para la historia natural, y muchos comenzaron a acumular grandes colecciones de especímenes exóticos y de monstruos inusuales. Andrea Cesalpino fue el creador de uno de los primeros herbarios y el inventor de la botánica sistemática. Leonhart Fuchs fue uno de los tres padres fundadores de la botánica, junto con Otto Brunfels e Hieronymus Tragus. Importantes contribuidores a este campo fueron también Valerius Cordus, Conrad von Gesner (Historiae animalium), Frederik Ruysch y Caspar Bauhin. El rápido crecimiento en el número de organismos conocidos dio lugar a muchos intentos de clasificar y organizar las especies en grupos taxonómicos, culminando en el sistema del naturalista sueco Carlos Linneo.
En la Europa moderna, se establecieron como nuevas disciplinas profesionales independientes la fisiología, botánica, zoología, geología y paleontología. La Historia natural, era antes la única materia impartida por los profesores de ciencia en las escuelas, fue repudiada por los científicos, ya más especializados, y quedó relegada a ser una actividad de «principiantes», lejos de ser una actividad propiamente científica. En la Escocia victoriana, se creía que el estudio de la historia natural servía para tener un buen estado mental. Particularmente en Gran Bretaña y en Estados Unidos, se convirtió en «hobbies» de especialistas, como lo fueron el estudio de los pájaros, de las mariposas, de las conchas marinas (conquiliología), o de las abejas y flores; mientras tanto, los científicos intentaban definir un concepto unificado de biología. Aun así, la tradición de la historia natural sigue formando parte importante del estudio de la biología, especialmente de la ecología (estudio de los sistemas naturales implicando organismos vivos y los componentes inorgánicos de la biósfera terrestre que los sostienen), de la etología (el estudio científico del comportamiento animal) y de la biología evolutiva.
A lo largo del siglo XIX destacados coleccionistas amateur y empresarios, jugaron un papel importante en la construcción de las grandes colecciones de historia natural que serán el núcleo de grandes museos, como el Museo Nacional de Historia Natural de los Estados Unidos o el Museo Americano de Historia Natural. Este siglo XIX puede considerarse verdaderamente la edad de oro de la creación de museos de historia natural, cuando la mayoría de las grandes ciudades tuvieron este tipo de instituciones. El número de museos disminuirá significativamente en el siglo XX debido a la creciente urbanización y el surgimiento de los medios modernos de transporte que facilitaban el acceso al conocimiento del mundo natural, así como los cambios en tipo de ocio y su disfrute.

## Obras
- Naturalis historia
- Histoire naturelle
- Historia naturalis Brasiliae
- Historia Naturalis Palmarum
- Historia Natural de las Islas Canarias
- Historia natural y moral de las Indias
- Historia de los animales
- Historia Plantarum in Palatinatu Electoralis
- De historia plantarum
- Historia Plantarum universalis
- Historia Plantarum Rariorum
- Actes de la Société d'Histoire Naturelle de Paris
- Actes de la Société Linnéenne de Bordeaux

## Sociedades de historia natural
El término historia natural, en solitario, o en ocasiones asociado a la arqueología o a la paleontología, forma parte del nombre de muchas asociaciones nacionales, regionales y locales que se encargan del registro de aves, mamíferos, insectos, y plantas. Suelen incluir secciones dedicadas al registro de la vida microscópica y la geología.

## Museos de Historia Natural
Un museo de historia natural comprende todo lo referente a las ciencias naturales, así como los museos de botánica, geología, zoología o paleontología que puedan encontrarse en la actualidad.

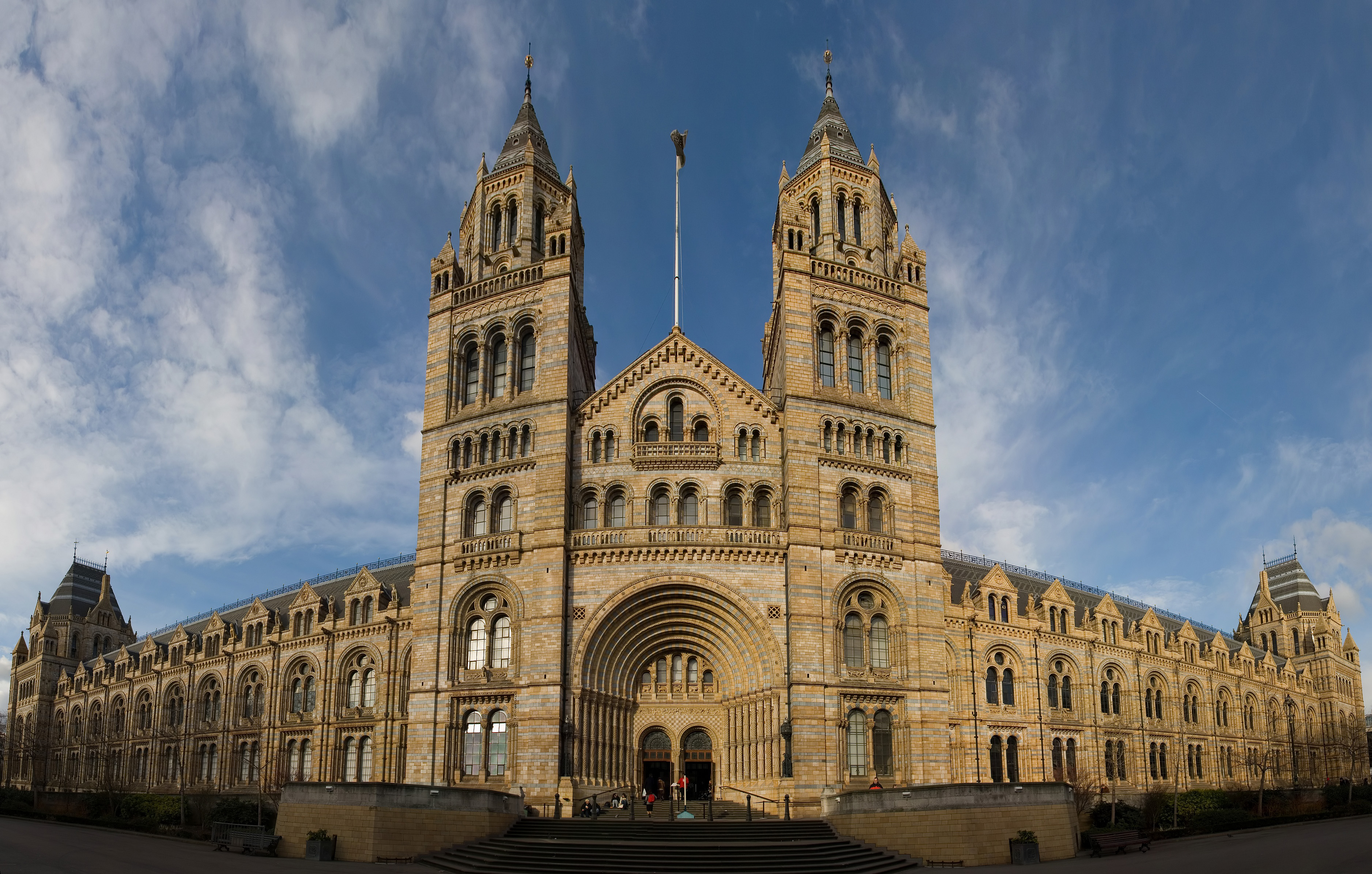
Museo de Historia Natural de Londres.
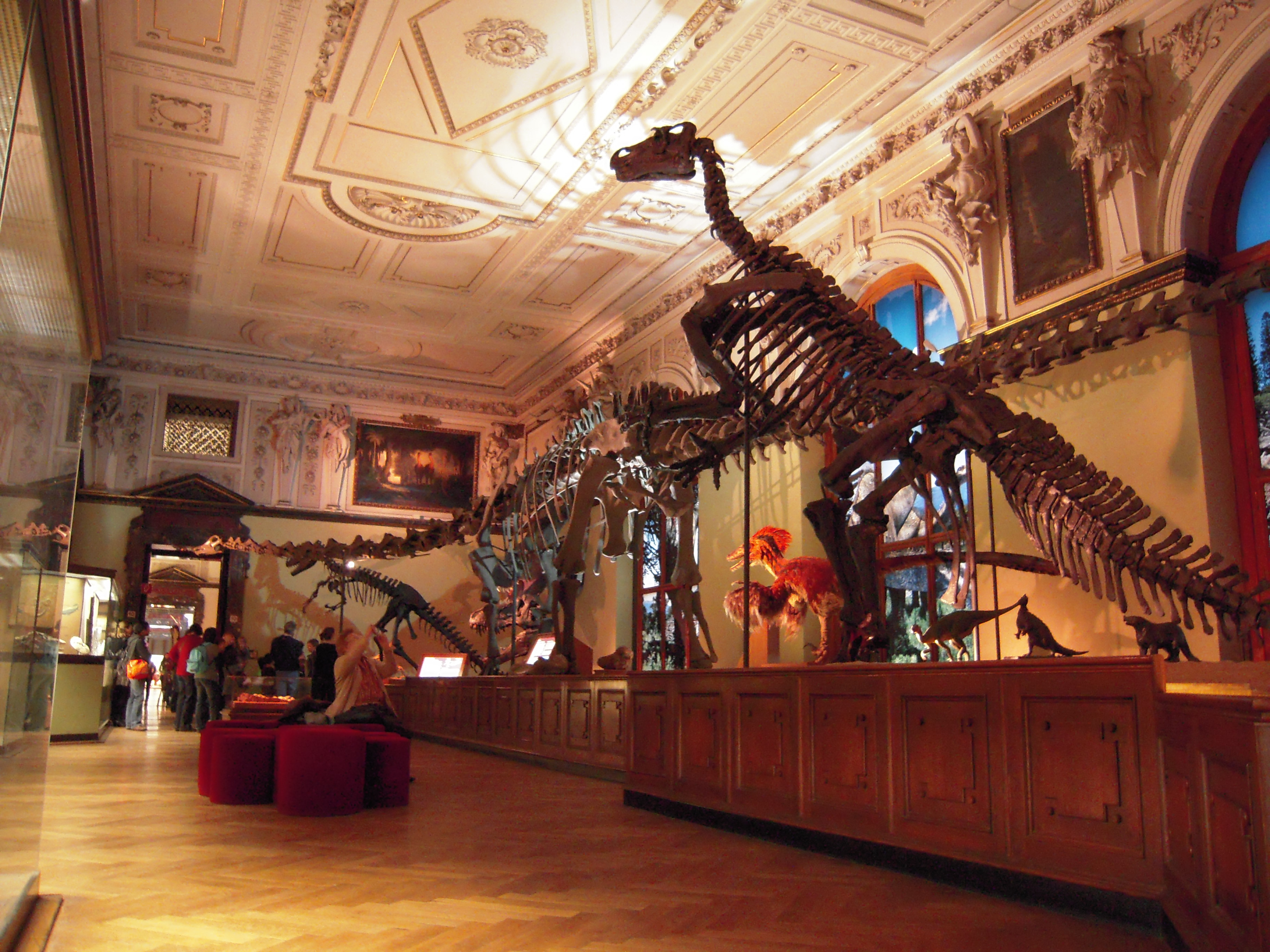
Una de las salas del Museo de Historia Natural de Viena.
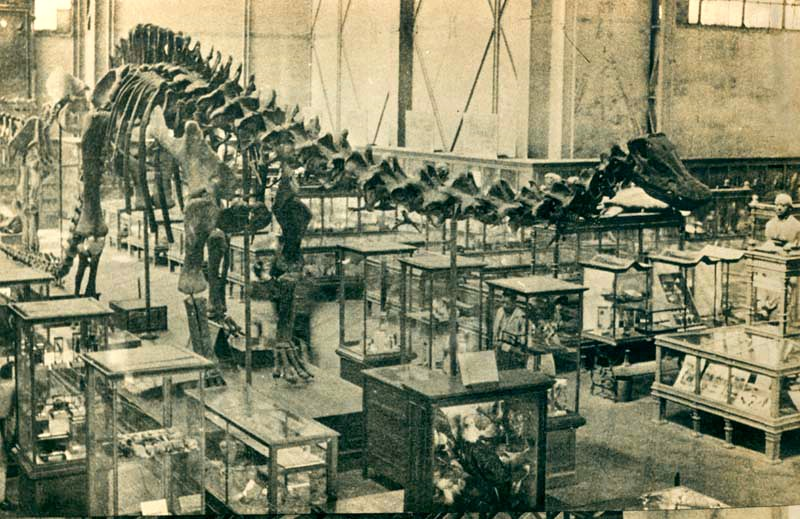
Diplodocus carnegii en el Museo de Historia Natural (México), 1932.
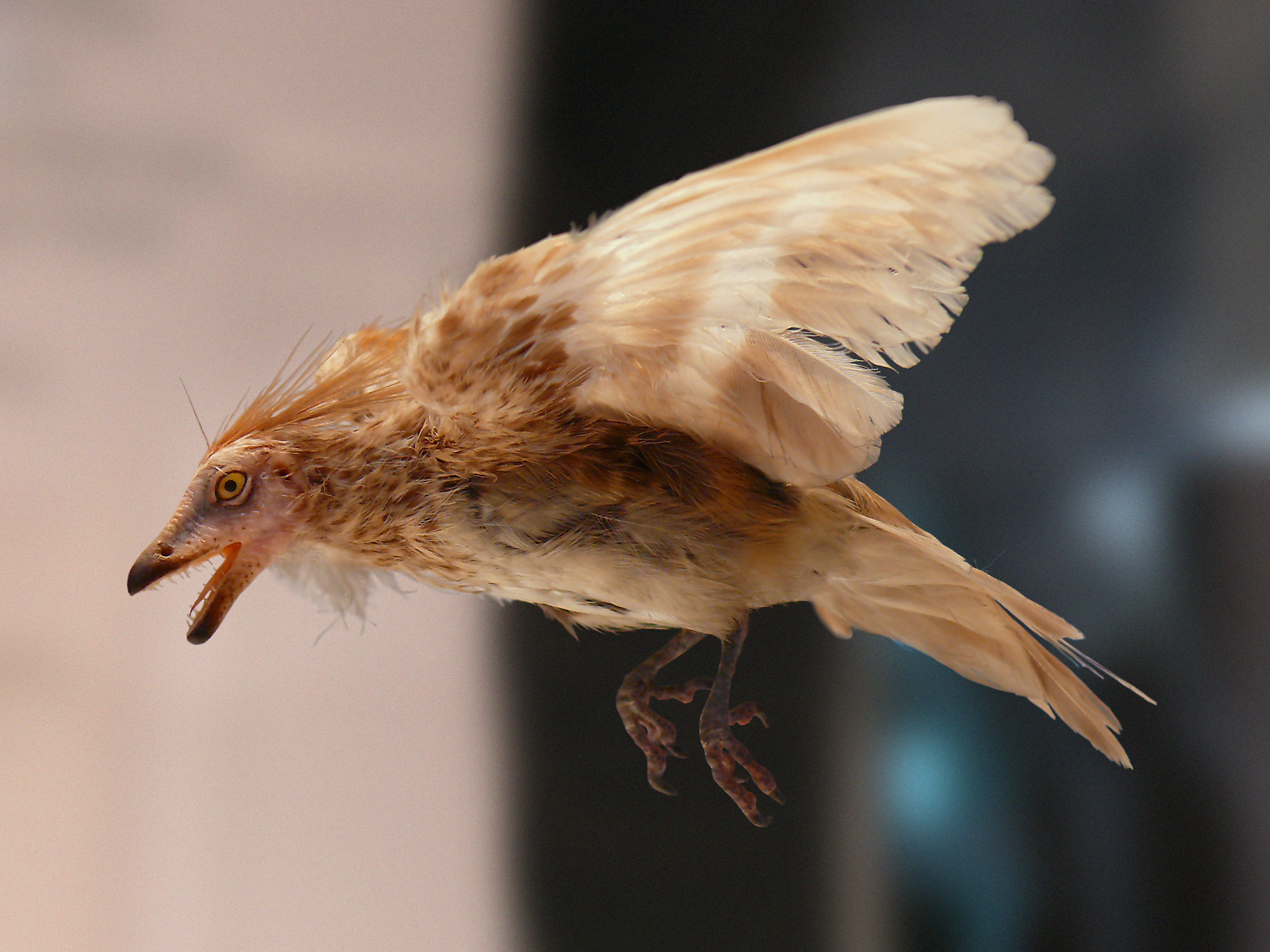
Modelo de Iberomesornis en el Museo Nacional de Ciencias Naturales de España.

### Imágenes del Museo Americano de Historia Natural  (EE. UU.)

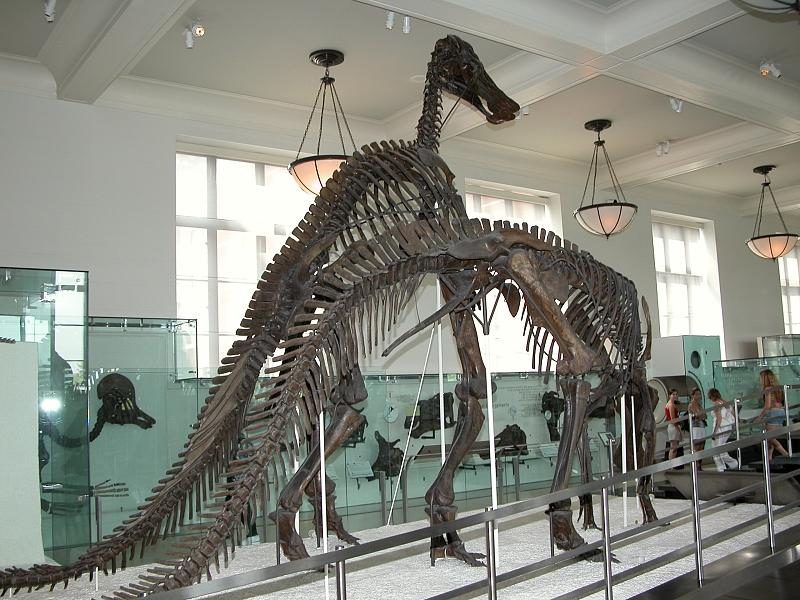
Dos esqueletos de Edmontosaurus annectens.
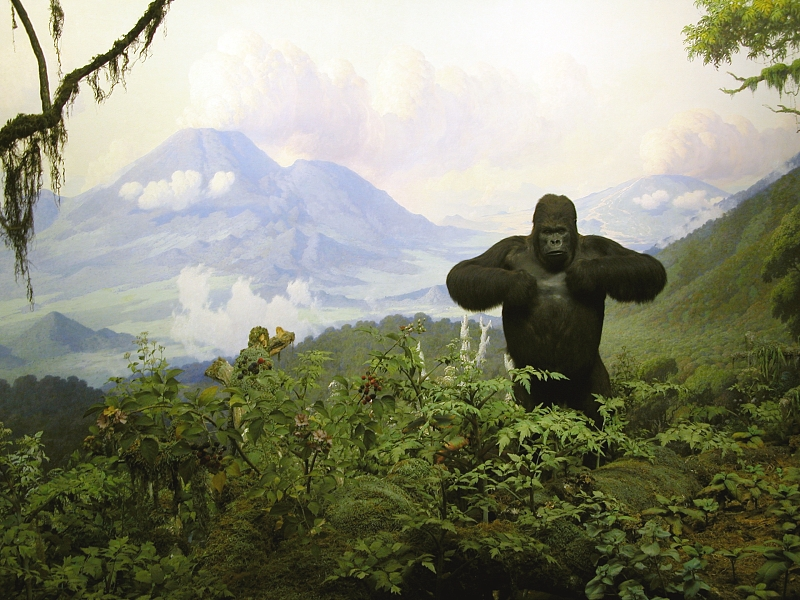
Diorama de los mamíferos.
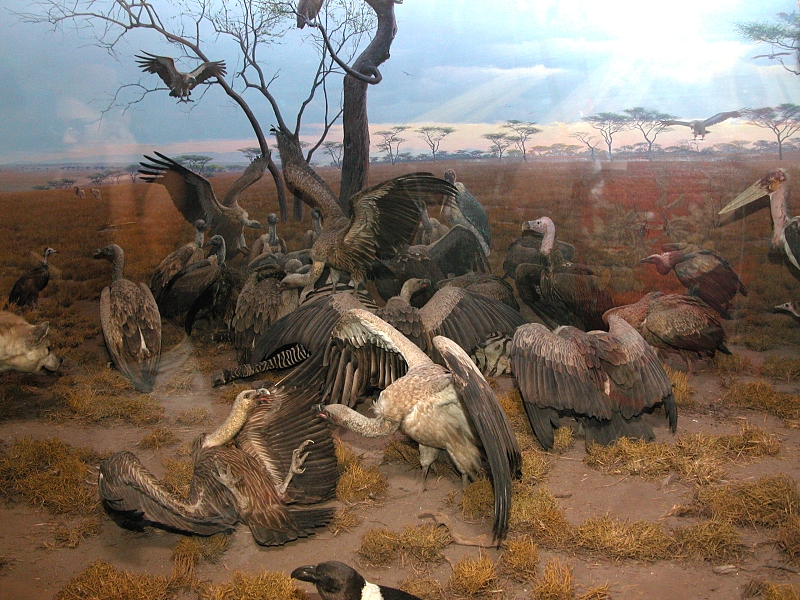
Diorama de las aves.
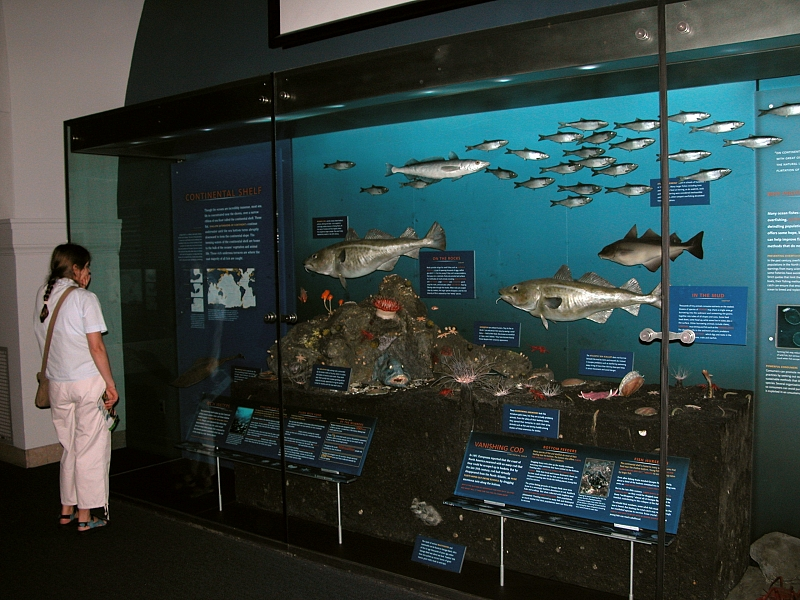
Estudio del océano.
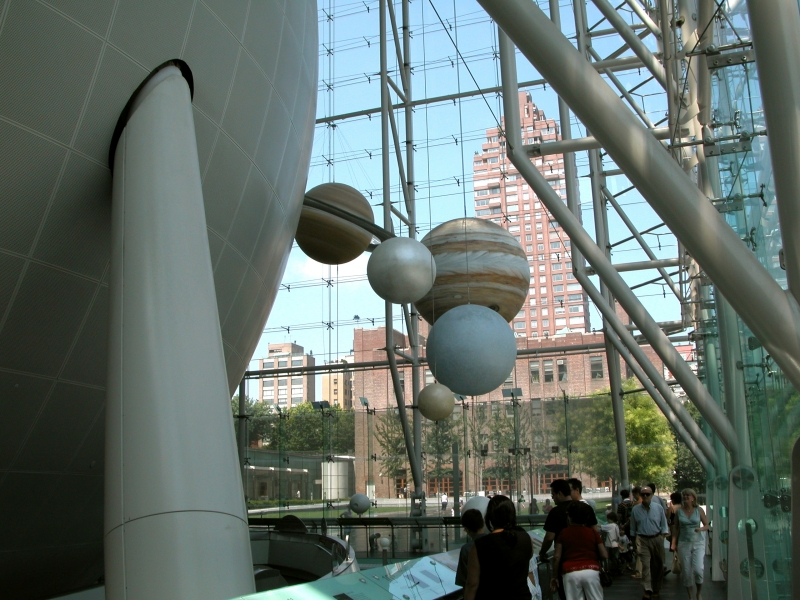
Planetario.